# Anne Lindboe
Anne Lindboe (ur. 1 sierpnia 1971 r.) - norweska pediatra i polityk, która od 2023 jest burmistrzem Oslo. W latach 2012–2018 pełniła funkcję norweskiego rzecznika praw dziecka. 

## Życiorys
Anne Lindboe dorastała w Revetal w Vestfold. Jej rodzice byli nauczycielami. Jako młoda dziewczyna śpiewała w Sandefjord Jentekor. Uzyskała certyfikat Candidate of Medicine (MD) na Uniwersytecie w Oslo w 2000 r., a także posiada tytuł MBA w zakresie zarządzania uzyskany w Norweskiej Szkole Ekonomii. Tytuł specjalisty pediatrii uzyskała w 2011 roku.
Od 2008 do 2011 roku była konsultantem w Statens Barnehus Oslo, a od 2010 roku także pracownikiem naukowym w Norweskim Instytucie Zdrowia Publicznego. Pracowała jako stażysta w szpitalu Bærum w latach 2001–2002 oraz jako asystent lekarza w szpitalach Drammen w latach 2002–2003 i szpitalu uniwersyteckim Ullevål w latach 2004–2007. W 2010 roku rozpoczęła studia doktoranckie na Uniwersytecie w Oslo, ale nie uzyskała doktoratu.

## Rzecznik Praw Dziecka
Latem 2012 roku udzieliła wywiadu dla Vårt Land, w którym zażądała zmiany symbolicznego obrzezania mężczyzn na tle religijnym. Zaproszona do Helsinek na sympozjum NOCIRC i Sexpo w dniu 2 października 2012 r. Lindboe potwierdziła, że zwróciło się do niej Centrum Szymona Wiesenthala, ale podtrzymała swój pogląd, że tradycyjne obrzezanie mężczyzn powinno zostać zakazane. W 2013 roku Lindboe i rzecznicy praw dziecka ze Szwecji, Finlandii, Danii i Islandii wraz z przewodniczącym Duńskiej Rady ds. Dzieci i rzecznikiem ds. dzieci z Grenlandii przyjęli uchwałę: „Pozwólmy chłopcom sami decydować, czy chcą zostać obrzezani”.
Po odejściu w 2018 roku z funkcji Rzecznika Praw Dziecka została przewodniczącą Ogólnopolskiego Stowarzyszenia Przedszkoli Prywatnych. Przewodniczącą była do 2022 r.. 

## Kariera polityczna
W lipcu 2022 r. została nominowana jako kandydatka konserwatystów na burmistrza Oslo w wyborach samorządowych w 2023 r. Po wyborach, które zakończyły się zwycięstwem konserwatystów, 25 października Lindboe został burmistrzem, a zastępcą burmistrza została Julianne Ofstad z Partii Postępu.  

## Życie prywatne
Anne Lindboe jest mężatką i ma troje dzieci. Rodzina mieszka w Oslo.